# Wetzlarer Jugendchor
Der Wetzlarer Jugendchor (vereinzelt auch: Jugendchor Wetzlar) war ein christlicher Chor der 1970er und 1980er Jahre und prägte unter anderem die Jugendchorbewegung der christlichen Musikgeschichte in Deutschland.

## Geschichte
Der Chor erwuchs aus der Musikarbeit der Komponistin und leitenden Musikproduzentin Margret Birkenfeld im damaligen Verlag Hermann Schulte mit ihrem Wetzlarer Kinderchor. Hier bildete sich aus den heranwachsenden Sängerinnen ein junger Frauenchor während die gleichaltrigen männlichen Sänger sich im Stimmwechsel befanden. Der spätere Wetzlarer Mädchenchor trat in seinen ersten Jahren zunächst selber als Wetzlarer Jugendchor auf. Als jedoch die ausgereiften männlichen Stimmen nach einigen Jahren in die Chorgemeinschaft zurückkehrten, ging der Name an den so neu entstandenen Gemischten Chor. Offiziell 1975 gegründet, erschien das Erstlingswerk zwei Jahre später unter dem Titel Hell strahlt die Sonne. In der Zwischenzeit traten die weiblichen Stimmen noch mehrfach als Mädchenchor bei Kinderproduktionen Margret Birkenfelds auf. Das Repertoire des Wetzlarer Jugendchores bestand hauptsächlich aus dem Neuen Geistlichen Lied mit Titeln der Chorleiterin selbst sowie anderer Liedermacher wie Peter Strauch, Hella Heizmann, Gerhard Schnitter, Manfred Siebald und Peter van Woerden. Damit wurde der Chor zu einem wichtigen Träger des Phänomens der Jugendchorbewegung innerhalb der Freikirchen im gesamten deutschsprachigen Raum.
Mit Sing ein Lied – freu dich mit erschien 1979 das Nachfolgealbum, wie das Debüt arrangiert von Dirk Schmalenbach und begleitet von seiner Band Eden. 1980 veröffentlichte der Chor sein drittes Album Du hast dich uns zugewandt, erstmals arrangiert von Johannes Nitsch. 1982 folgte Es ist spät geworden und 1984 schließlich Geborgen.
Neben seinem Wirken innerhalb der Jugendchorbewegung beteiligte Margret Birkenfeld den Chor allerdings auch an diversen Konzeptprojekten klassischer Kirchenmusik – oft auch gemeinsam mit weiteren Ensembles wie dem Wetzlarer Studiochor, Wetzlarer Evangeliumschor oder auch dem Jubilate-Chor. Dazu zählen unter anderem Portraitkonzepte zu Paul Gerhardt und Gerhard Tersteegen, Themenalben wie Choralsammlungen oder Weihnachts- und Osterliedgut. 1986 trat Margret Birkenfeld in den Ruhestand und übergab ihre Stelle als Leitung der Musikabteilung bei Gerth Medien an Jochen Rieger. Dieser übernahm damit nicht nur die Leitung des hauseigenen Studiochores, sondern auch den Wetzlarer Jugendchor. Allerdings veröffentlichte Margret Birkenfeld 1988 mit Wer nur den lieben Gott lässt walten noch ein letztes Konzeptalbum mit beiden Chören. Unter Jochen Rieger brachte der Wetzlarer Jugendchor 1987 das Konzeptalbum Psalm 23 im Kollaboration mit dem Chor Prisma heraus. Im selben Jahr gründete Rieger mit Perspektiven allerdings eine neue, modernere Chorgemeinschaft, die in der Jugendchorbewegung bislang ungebräuchliche Elemente wie Choreografie in ihr Programm integrierte. Nach einigen noch folgenden Gastauftritten auf Solo-Alben befreundeter Interpreten löste sich der Wetzlarer Jugendchor somit Ende der 1980er Jahre in diese neue Formation sowie den Schulte & Gerth Studiochor auf.
1998 versammelte Margret Birkenfeld die ehemaligen Chormitglieder zu einem ersten Wiedersehen um sich, als die Missionsarbeit Euroteam zum Benefizkonzert Fest der Lieder in der Siegerlandhalle neben weiteren nostalgischen und aktuellen christlichen Künstlern wie Doris Loh, Manfred Siebald, Wilfried Mann und den Wir-singen-für-Jesus-Chören, einlud. 2008 organisierten die ehemaligen Chormitglieder ein erneutes Revival zum 80. Geburtstag der langjährigen Leiterin. Ebenso wirkten die Sängerinnen und Sänger in den projektmäßig zusammengestellten Unvergessen-Chören der Konzertreihe Unvergessen – Lieder, die bleiben mit.

## Chorsolisten
| - Helga Becker (Mezzosopran), geb. Vogt; ebenfalls 3. Stimme „Mädchenterzett des Wetzlarer Jugendchors“ - Annette Kriese (Sopran), später verh. Bautz; ebenfalls 1. Stimme „Mädchenterzett des Wetzlarer Jugendchors“ - Bettina Kriese (Sopran), später verh. Wünch; 2. Stimme „Mädchenterzett des Wetzlarer Jugendchors“ - Ulrike Wetter (Alt) - Marianne Lang (Sopran), später verh. Best - Ingrid Lang (Sopran), geb. Martin? - Adelheid Baum (Sopran) - Petra Kaus (Mezzosopran), später verh. Heidebrecht - Christiane Schmuck, bzw. verh. Loh (Alt); ebenfalls Lead des Chanson-Duos „Christiane Schmuck & Cornelia Dreuth“ - Cornelia Dreuth (Sopran), später verh. Neitzel; Begleitstimme im Chanson-Duo „Christiane Schmuck & Cornelia Dreuth“ - Ellen Rau, später verh. Lang | - Roland Ligeti - Eberhard Schreiber - Hartmut Lang |

## Diskografie

### Single
- Hören will ich dich, mein Gott / Dies ist der Tag (Gerth Medien, 1975)

### Chor-Alben
| Jahr | Titel                         | Leitung            |
| ---- | ----------------------------- | ------------------ |
| 1977 | Hell strahlt die Sonne        | Margret Birkenfeld |
| 1979 | Sing ein Lied – freu dich mit | Margret Birkenfeld |
| 1980 | Du hast dich uns zugewandt    | Margret Birkenfeld |
| 1982 | Es ist spät geworden          | Margret Birkenfeld |
| 1984 | Geborgen                      | Margret Birkenfeld |

### Konzeptprojekte
| Jahr | Titel                                | Weitere Mitwirkende                                                                    | Chorleitung        | Label        |
| ---- | ------------------------------------ | -------------------------------------------------------------------------------------- | ------------------ | ------------ |
| 1977 | Ich singe dir mit Herz und Mund      | Doris Loh, Christa Haag, Wilfried Mann, Wetzlarer Evangeliumschor, Männerchor Mettmann | Margret Birkenfeld | Gerth Medien |
| 1978 | Der Tod ist verschlungen in den Sieg | Wilfried Mann, Wetzlarer Evangeliumschor                                               | Margret Birkenfeld | Gerth Medien |
| 1978 | Sieh, dein König kommt zu dir        | Doris Loh, Wilfried Mann, Jubilate-Chor                                                | Margret Birkenfeld | Gerth Medien |
| 1980 | Jauchzt, alle Lande, Gott zu Ehren   | Doris Loh, Christa Haag, Wilfried Mann, Jubilate-Chor                                  | Margret Birkenfeld | Gerth Medien |
| 1981 | Gott ist gegenwärtig                 | Doris Loh, Christa Haag, Wilfried Mann, Wetzlarer Studiochor                           | Margret Birkenfeld | Gerth Medien |
| 1987 | Psalm 23                             | Helga Becker, Cae Gauntt, Prisma                                                       | Jochen Rieger      | Gerth Medien |
| 1988 | Wer nur den lieben Gott lässt walten | Doris Loh, Christa Haag, Wilfried Mann, Wetzlarer Studiochor                           | Margret Birkenfeld | Gerth Medien |

### Demo
| Jahr | Titel                                       | Mitwirkende                           | Chorleitung        | Label        |
| ---- | ------------------------------------------- | ------------------------------------- | ------------------ | ------------ |
| 1987 | In-Takt: Israel-Songs und hebräische Lieder | Wetzlarer Jugendchor Die Wasserträger | Margret Birkenfeld | Gerth Medien |

### Tonträgerveröffentlichungen mit Rundfunkaufnahmen
| Jahr | Titel              | Chorleitung        | Label      |
| ---- | ------------------ | ------------------ | ---------- |
| 1981 | Freude am Singen 1 | Margret Birkenfeld | ERF-Verlag |
| 1982 | Freude am Singen 2 | Margret Birkenfeld | ERF-Verlag |
| 1983 | Freude am Singen 3 | Margret Birkenfeld | ERF-Verlag |
| 1984 | Freude am Singen 4 | Margret Birkenfeld | ERF-Verlag |
| 1985 | Freude am Singen 5 | Margret Birkenfeld | ERF-Verlag |
| 1989 | Freude am Singen 7 | Jochen Rieger      | ERF-Verlag |

### Mitwirkung und Gastauftritte
| Jahr | Titel                        | Künstler              | Chorleitung            | Label        | Anmerkungen                          |
| ---- | ---------------------------- | --------------------- | ---------------------- | ------------ | ------------------------------------ |
| 1978 | Shout For Joy                | Jan Vering            | Margret Birkenfeld     | Gerth Medien |                                      |
| 1981 | Gott ist mit uns             | Wilfried Mann         | Margret Birkenfeld     | Gerth Medien |                                      |
| 1981 | Wenn der Tag anbricht        | Fokkoline Swart       | Margret Birkenfeld (?) | Gerth Medien | Auswahlchor aus Wetzlarer Jugendchor |
| 1986 | Herr, bleib bei mir          | Wilfried Mann         | Margret Birkenfeld     | Gerth Medien | Neben Wetzlarer Studiochor           |
| 1988 | Reflexionen                  | Jochen Rieger (Piano) | Jochen Rieger          | Gerth Medien | Vokaleinlagen                        |
| 1989 | Herr, dein Erbarmen ist groß | Wilfried Mann         | Jochen Rieger          | Gerth Medien |                                      |

### Kompilationen
| Jahr | Titel                                                        | Anmerkungen |
| ---- | ------------------------------------------------------------ | --- |
| 1988 | Vergiss nicht zu danken Lob- und Danklieder                  | Zusammenstellung aus Alben diverser Künstler von 1969 bis 1985 sowie ein Titel in Erstveröffentlichung vom Wetzlarer Jugendchor                                                   |
| 2001 | Rückblick 4: Margret Birkenfeld und der Wetzlarer Jugendchor | Zusammenstellung aus den Alben Hell strahlt die Sonne, 1977, Sing ein Lied – freu dich mit, 1979, Du hast dich uns zugewandt, 1980, Es ist spät geworden, 1982 und Geborgen, 1984 |